# Seychellaltica praslinensis
Seychellaltica praslinensis – gatunek chrząszcza z rodziny stonkowatych i plemienia pchełek ziemnych.

## Taksonomia
Gatunek ten opisany został po raz pierwszy w 2002 roku przez Maurizia Biondiego na łamach „Italian Journal of Zoology”. Jako lokalizację typową wskazano wyspę Praslin w archipelagu Seszeli. Epitet gatunkowy pochodzi od lokalizacji typowej.

## Morfologia
Chrząszcz o podługowato-owalnym, lekko wysklepionym ciele, o długości 1,8 mm i szerokości 0,8 mm w przypadku holotypowego samca oraz długości 1,7 mm i szerokości 1 mm w przypadku paratypowej samicy. Wierzch i spód ma ubarwiony jaskrawo rudobrązowo, a odnóża żółtawo. Głowa ma punktowane skąpo i słabo oraz pozbawione mikrosiateczkowania czoło i ciemię, szerokie i płaskie żeberka czołowe, duże oczy oraz nieco dłuższe od połowy ciała czułki o członach od pierwszego do ósmego jasnych, a od dziewiątego do jedenastego przyczernionych. Warga górna i głaszczki są żółtawe. Szersze niż dłuższe, najszersze na przodzie przedplecze ma wyraźnie pochylone kąty przednie, lekko zaokrąglone brzegi boczne, nieco rozwarte kąty tylne oraz skąpo i grubo punktowaną, pozbawioną mikrosiateczkowania powierzchnię. Półkolista, ciemnobrązowa tarczka ma delikatnie szagrynowaną powierzchnię. Najszersze w wierzchołkowej ⅓ pokrywy mają przeciętnie zaokrąglone boki, punktowane rzędy i prawie sklepione międzyrzędy z rzadkim punktowaniem. Skrzydła tylnej pary są w pełni wykształcone. Przednia para odnóży ma niezmodyfikowane golenie. Golenie tylnej pary odznaczają się krótką, rudą ostrogą wierzchołkową. Stopy przedniej i środkowej pary mają pierwszy człon u samca średnio, a u samicy słabo rozszerzony. Genitalia samca mają smukły, gładki, w widoku bocznym prawie prosty z lekko zafalowanym szczytem, w widoku brzusznym w nasadowej połowie szeroki, a wierzchołkowej lancetowaty z ostrym zakończeniem płat środkowy edeagusa. Genitalia samicy mają bardzo małą spermatekę o prawie kulistej części nasadowej oraz krótki, prosty, nieskręcony przewód

## Ekologia i występowanie
Owad ten zasiedla lasy zdominowane przez lodoicje. Osobniki dorosłe spotykane były w maju.
Gatunek endemiczny dla wyspy Praslin w grupie wewnętrznej archipelagu Seszeli.